# پیتوسپروم ۹۳۰۶
سیارک ۹۳۰۶ (به انگلیسی: 9306 Pittosporum، نامگذاری:1987CG) نه هزار و سیصد و ششمین سیارک کشف شده‌است که در ۲ فوریه ۱۹۸۷ کشف شد.
قدر مطلق سیارک برابر ۱۲٫۴۰ است.